# Осечек (Мазовецьке воєводство)
Осечек (пол. Osieczek) — село в Польщі, у гміні Пневи Груєцького повіту Мазовецького воєводства.
Населення — 97 осіб (2011).
У 1975-1998 роках село належало до Радомського воєводства.

## Демографія
Демографічна структура станом на 31 березня 2011 року:
|          | Загалом | Допрацездатний вік | Працездатний вік | Постпрацездатний вік |
| -------- | ------- | ------------------ | ---------------- | -------------------- |
| Чоловіки | 52      | 17                 | 30               | 5                    |
| Жінки    | 45      | 8                  | 26               | 11                   |
| Разом    | 97      | 25                 | 56               | 16                   |